# Adansonia za
Adansonia za Baill., 1890 è un albero appartenente alla famiglia  delle Malvacee endemico del Madagascar.

## Descrizione
È un albero con tronco grossolanamente cilindrico, alto da 5 a 30 m, con un diametro che può superare i 3 m. Ha una corteccia di colore grigio.
Le foglie, caduche, sono composte da 5-8 foglioline lunghe sino a 3 cm.

I fiori hanno 5 petali fusi alla base, di colore giallo e rosso. Fiorisce da novembre a febbraio.
I frutti sono ovoidali, lunghi da 10 a 30 cm, di colore nero, contengono numerosi semi reniformi.

## Distribuzione e habitat
Adansonia za ha il più ampio areale tra le specie di Adansonia presenti in Madagascar, essendo diffuso dal sud, all'ovest sino al nord-ovest dell'isola.
È presente in differenti habitat: dalla foresta decidua secca alla foresta spinosa alla savana, sino ad 800 m di altitudine.

## Impollinazione
È usualmente impollinata da farfalle notturne della famiglia Sphingidae.